# Plutone (astrologia)
Plutone è un pianeta del Sistema solare, considerato il nono, fino al 2006 quando è stato declassato a nano. Plutone in astrologia continua ad essere considerato un pianeta, simboleggiante la trasformazione radicale e il mistero.

## Caratteristiche

Simbolo astrologico di Plutone

Plutone è il pianeta che, insieme a Marte, governa i segni dello Scorpione e dell’Ariete.
Plutone impiega  248 anni a compiere un giro completo dello zodiaco, e può rimanere dai 15 ai 26 anni in ogni segno.
Nella mitologia romana è il dio dell'aldilà, ed è molto ricco. Il glifo assegnato a Plutone al momento della sua scoperta è un simbolo alchemico che può essere letto come trascendenza, superiorità della mente sulla materia.
Astrologicamente parlando, Plutone è chiamato «il grande rinnovatore», e rappresenta la parte di una persona che distrugge per rinnovare, portando in superficie i bisogni sepolti, ma intensi ed esplosivi, che si esprimono anche a spese dell'ordine esistente. Una parola chiave comunemente usata per Plutone è «trasformazione».
È associato al potere, alla padronanza personale, e alla necessità di cooperare e condividere con gli altri. Plutone governa la semenza, gli spermatozoi, gli affari più importanti e l'enorme ricchezza, il lavoro minerario, chirurgico e investigativo, e qualsiasi impresa che comporti la profondità e lo scavare sotto la superficie per portare alla luce la verità.
In alcune concezioni come quella antroposofica, Plutone è ritenuto un pianeta che si è aggiunto solo secondariamente al nostro sistema solare, e quindi dotato di leggi astrali ed eteriche del tutto diverse da quelle che interessano ai fini astrologici ed evolutivi terrestri.

## Posizioni nelle Case
Casa prima
Porta il soggetto ad ampie manie di protagonismo, il suo voler essere sulla scena però non è di tipo gemellino, aperto e sbruffone, ma pronto sempre alla sfida, alla dimostrazione della forza mediante la pericolosità delle sfide che intrattiene con sé stesso e con gli altri.
Casa seconda
Plutone in seconda casa dona una personalità forte e dominatrice, è tutto per dominare il clan famigliare ed eventualmente sottomettere i membri della famiglia al suo potere. Può essere defraudato dei suoi beni con azioni truffaldine da parte di parenti se leso, o in caso contrario truffare i suoi parenti per avere una cospicua eredità a suo favore. La sua creatività si esprime nel maneggiare denaro.
Casa terza
Plutone in casa terza rende forte il protagonismo della casa cosignificante dei gemelli, e genera persone genuinamente trasformiste ed istrioniche, con il gusto della teatralità. In questa casa Plutone tende a disarcionare gli aspetti mercuriali del segno, per avere il protagonismo totale. In alcuni casi avremo persone manipolate dai fratelli oppure abili manipolatori dei fratelli o, in casi molto particolari, fratelli di cui non si conosce l’esistenza. L’accostamento con la loquace casa terza può fornire degli individui avvezzi al pettegolezzo e alla malelingua.
Casa quarta
Il pianeta qui appare molto mortificato, e leso nelle sue capacità protagonistiche. Plutone in casa quarta indica una persona per cui la famiglia è il suo palcoscenico, e che sarà probabilmente il protagonista delle feste famigliare. Inoltre può indicare un genitore attore o teatrante, con carriera nel mondo dello spettacolo. Plutone in quarta indica una famiglia complice delle sue marachelle, sempre pronto a nascondere le sue marachelle e le sue birbonate. Può inoltre indicare un segreto di famiglia o un parente che si tiene nascosto in casa per non dare scandalo.
Casa quinta
Plutone in casa quinta appare limitato nella sua teatralità e spettacolarizzazione. Come attività sessuale si traduce in un'attività sessuale poco soddisfacente o molto celata di cui non si parla molto. Se leso in un tema maschile può dare sterilità. In un tema femminile può indicare passione per l’insegnamento e lavoro con i fanciulli.
Casa sesta
Plutone in casa sesta rimane mortificato dalla casa cosignificante della Vergine. La sua mediocrità e la sua spinta creatrice rimane bloccata dalla casa il cui significato è correlato alla conservazione di ciò che si è creato, e non vuole creare oltre. Dona una certa mediocrità nella creazione artistica, o persone che pur con un certo talento non riescono ad andare oltre una fama discreta o locale. Plutone in questa sede trova però il suo sfogo nella menzogna o nel ricatto.
Casa settima
Qui il pianeta si esprime non tanto attraverso il suo istrionismo ma nella capacità di creare qualcosa di che possa cambiare e incidere sugli altri. L’io si sente realizzato quando riesce ad incidere sugli altri usando degli strumenti che possano dargli del potere. Se Plutone è leso, la persona cercherà di prevaricare gli altri senza riuscirci.
Casa ottava
Plutone in casa ottava rappresenta un sovraccarico in quanto si trova nella casa cosignificante dello scorpione. Plutone in casa ottava indica una grande inclinazione alla carriera politica, con alterne fortune e con possibilità di ricoprire alti incarichi. Oltre alla politica ha qui il significato di intrigo e di maneggio del denaro, in alcuni casi può significare morte misteriosa.
Casa nona
Può dare la caratteristica dell’attore, trasformista istrione nell’ampio uso del termine. Come politico più che uno con le mani in pasta può dare un politico che tende più a teorizzare che ad agire, come viaggi l’esploratore spericolato o colui che viaggia per scoprire fantasmi nei castelli abbandonati, con l’appoggio di Nettuno da colui che inventa bugie fantasiose.
Casa decima
Può rappresentare un eccessivo carico da sopportare, perché nella casa del cosignificante Capricorno la smania e la brama del successo sono quasi insaziabili e se non raggiunte possono portare all’autodistruzione. Come principio creativo Plutone cerca di creare il successo, sia come potere sia come visibilità, può farlo anche in modi eccentrici e non convenzionali.
Casa undicesima
Qui il pianeta si trova male aspettato e non riesce ad esprimere il suo istrionismo e il suo protagonismo a meno che non ci siano begli aspetti a sostenerlo. Può dare il gusto per le amicizie torbide in cui sono i segreti che si conoscono reciprocamente a farla da padrone. Il suo massimo lo esprime nella sua simbologia di sessualità maschile che qui trova un terreno fecondo.
Casa dodicesima
Plutone in questa casa è in lotta per combattere la mentalità corrente, i luoghi comuni e le idee della società comune che per lui sono frutto de “il popolino”. Crea una persona intelligente e creativa, ma spesso vittima di ragionamenti troppo tortuosi e poco lineari. Crea persone che mentono per il solo gusto di mentire.